# Alžírsko na Letních olympijských hrách 2016
Alžírsko se účastnilo Letní olympiády 2016. Zastupovalo ho šestašedesát sportovců ve třinácti sportech. Největší zastoupení měla země v atletce, výrazněji početně zastoupeno bylo Alžírsko i v boxu, kde mělo 8 účastníků.

## Medailisté
| Medaile          | Jméno             | Sport    | Soutěž            |
| ---------------- | ----------------- | -------- | ----------------- |
| Stříbrná medaile | Taoufik Makhloufi | Atletika | běh na 800 metrů  |
| Stříbrná medaile | Taoufik Makhloufi | Atletika | běh na 1500 metrů |